# Cristiano Pereira Figueiredo
Cristiano Pereira Figueiredo, conegut simplement com a Cristiano (Múnic, Alemanya, 29 de novembre de 1990) és un futbolista portuguès que juga per al Sporting Clube de Braga B com a porter.

## Carrera professional
Després d'acabar la seua formació futbolística a l'Sporting Clube de Braga, Cristiano és promogut al primer equip la temporada 2009-10, estant aquella temporada de tercer porter, darrere d'Eduardo i el polonès Paweł Kieszek.
La temporada 2010-11, va jugar a l'equip filial FC Vizela, a la II Divisão (la tercera divisió portuguesa). el 24 de juliol de 2011, va fitxar a cost zero pel València CF, amb un contracte d'un any. Tanmateix, en acabar el contracte el València no li'l renovaria, quedant com a agent lliure.